# دوري أكاديمية الاتحاد الإنجليزي الممتاز 2004-05
أكاديمية الدوري الإنجليزي الممتاز تحت سن 18 كانت النسخة الثامنة منذ تأسيس أكاديمية الدوري الممتاز، والنسخة الأولى تحت التكوين الحالي. لُعبت أول مبارة في الموسم في أب عام 2004، وأنتهى الموسم في أيار عام 2005.
كان بلاكبيرن روفيرز تحت سن 18 هو البطل.